# Tré Pellay
 (novembre 2010).
Si vous disposez d'ouvrages ou d'articles de référence ou si vous connaissez des sites web de qualité traitant du thème abordé ici, merci de compléter l'article en donnant les références utiles à sa vérifiabilité et en les liant à la section « Notes et références ».
Le Tré Pellay est un sommet faisant partie du massif du Bugey, à la limite avec le Haut-Bugey, dans le département de l'Ain (France).

## Géographie

### Situation

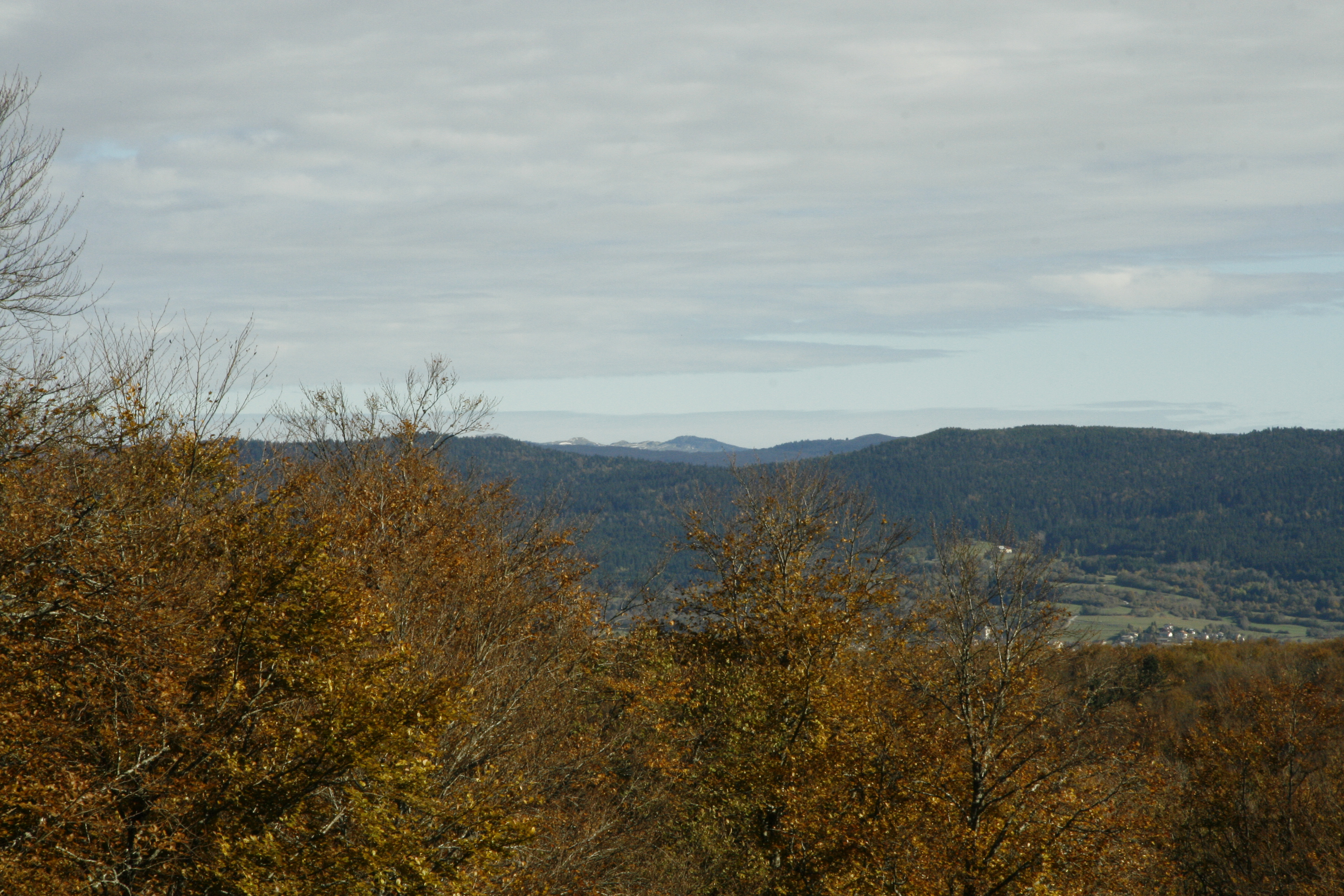
Vue du Tré Pellay Rougemont.

Le Tré Pellay se situe à la limite entre le plateau d'Hauteville-Lompnes et le massif du Haut-Bugey. Il domine l'étroit plateau où se situe le village d'Aranc. Dans son prolongement nord se trouvent les monts d'Aranc qui s'étendent jusqu'au hameau de Salagnat. À l'est du Tré Pellay, c'est le plateau d'Hauteville-Lompnes avec le col de la Berche. Au sud, le plateau d'Aranc se prolonge jusqu'au village d'Évosges.
Le sommet du Tré Pellay surplombe le hameau de Rougemont et les forêts de l'Éculaz et de la Chaume à l'est et les villages d'Aranc et Corlier et la chaîne de l'Avocat, à l'ouest. En hiver et par beau temps, on peut discerner les sommets enneigés du Jura.

### Climat
Le climat est de type semi-continental. On ne note pas de grandes différences avec celui du plateau plus bas. Les étés sont chauds et les hivers froids. Les hauts plateaux du Bugey subissent l'influence du climat jurassien tout proche. Ce froid peut être propice aux chutes de neige et donc à la pratique du ski de fond.

### Géologie
Le haut Bugey faisant partie de l'extrémité sud de la chaîne du Jura, le sol du Tré Pellay est du même type que la plupart des sommets jurassiens : il est composé de calcaires datant du secondaire, de type Oxfordien.

### Faune et flore

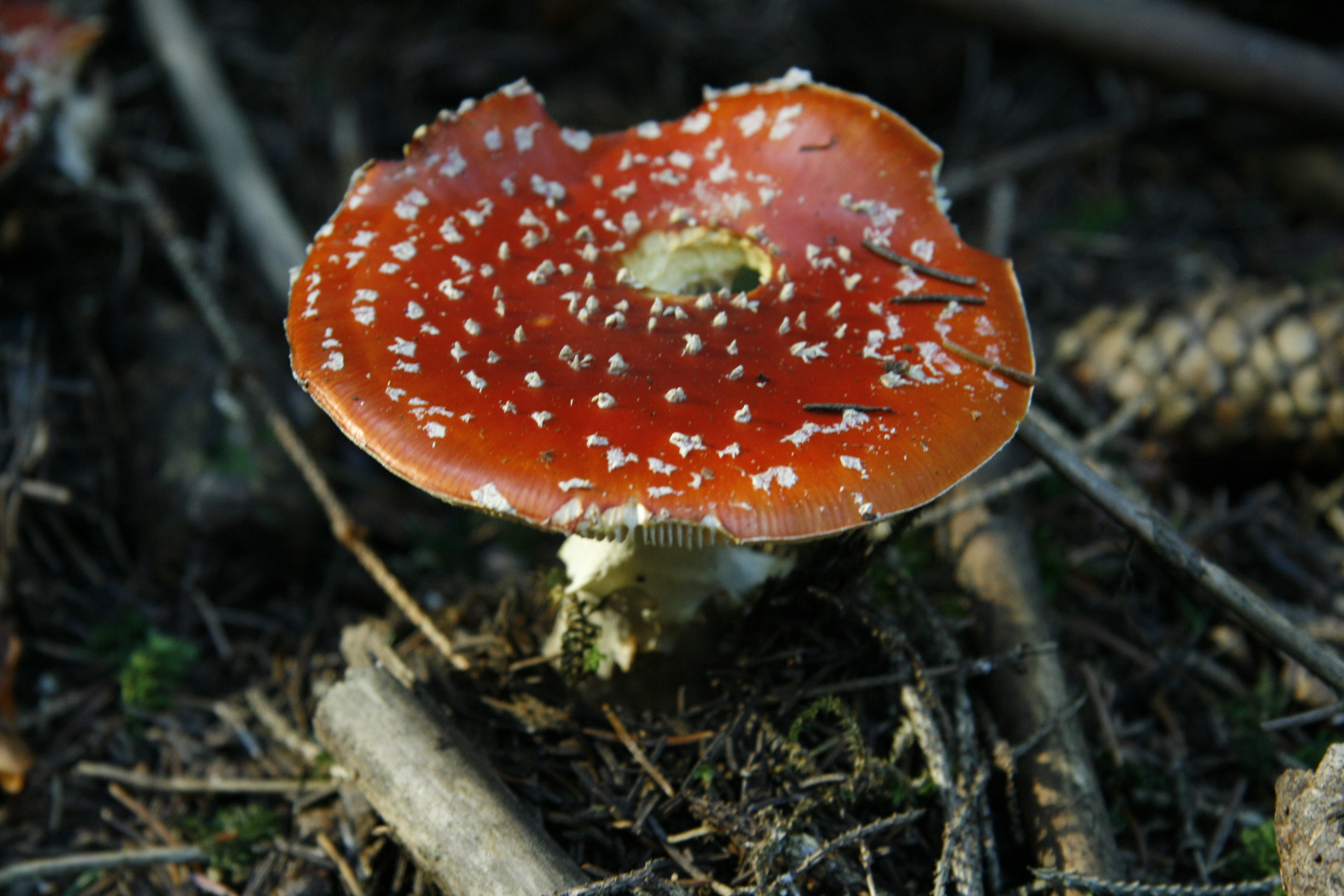
Ammanite tue mouche.

Le Tré Pellay est couvert d'une forêt de type mixte mélangeant résineux et feuillus. Les sous-bois sont peuplés soit de ronces soit de fougères. Le terrain est peu propice au développement de champignons, ce qui n'empêche pas leur présence ici ou là.
La présence de sangliers et de chevreuils est avérée, parmi la faune classique du Bugey.

## Patrimoine

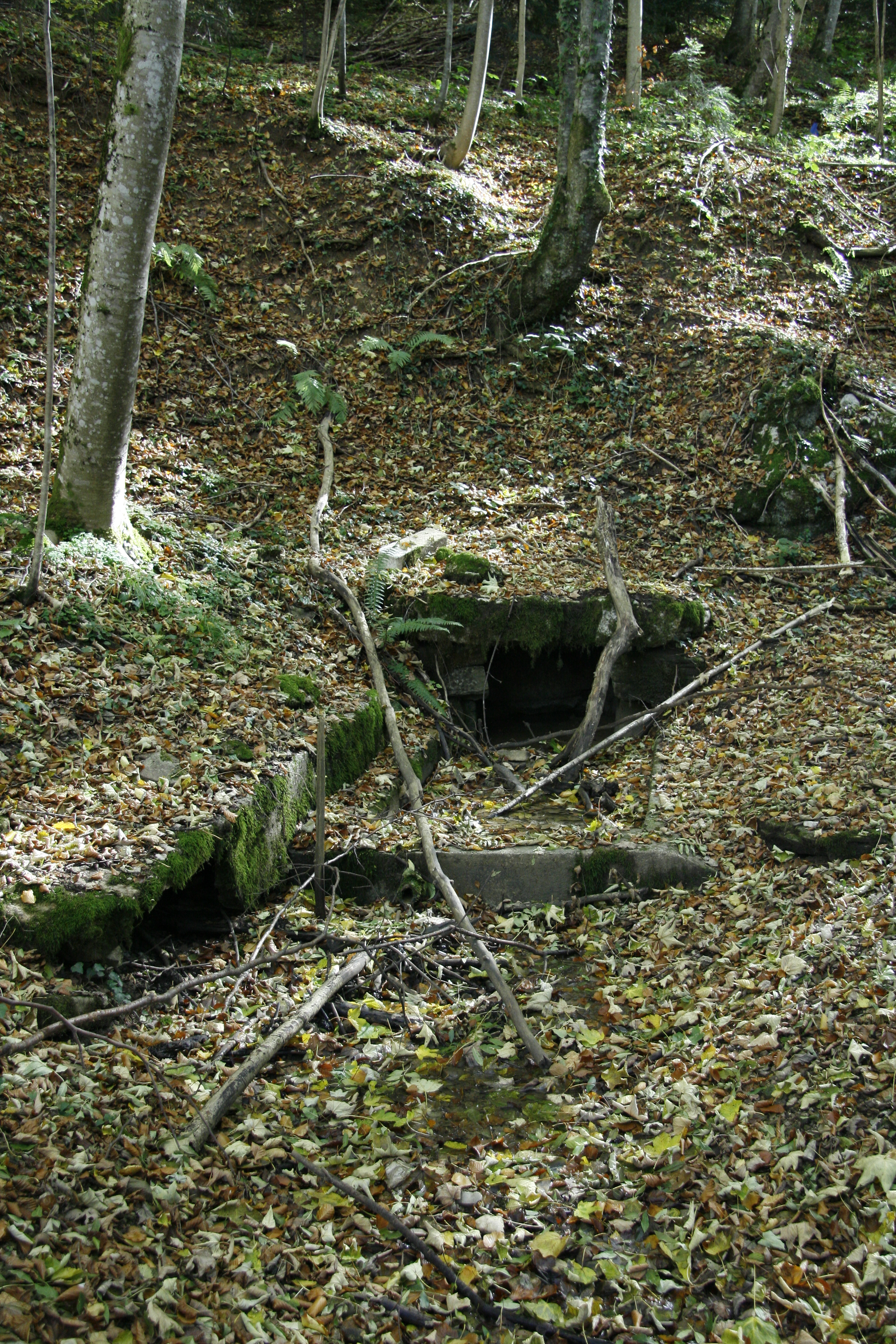
Fontaine Tré Pellay.

- Fontaine du Pellay : fontaine en assez mauvais état en contrebas du sommet (localisation très difficile sans une carte). Elle ressemble plus à un point d'eau qu'à une fontaine.
- Le Termant : ferme en ruine non loin de la fontaine du Pellay. Ce terme vient de l'ancien français termeine, termine, « borne, limite ». En effet cette ferme se situe en limite de la commune d'Aranc et d'Evosges. Elle a été détruite par les Allemands durant la Seconde Guerre mondiale. Il ne reste que peu de traces car le site est envahi par la végétation. Ces ruines se situent sur un chemin balisé, le « chemin de mémoire », reliant des lieux fréquentés par le maquis de l'Ain.